# Reinhard Nicklas
Reinhard Nicklas (* 27. srpna 1965) je bývalý český fotbalista. Po skončení aktivní kariéry působil jako trenér v Německu. Pracuje jako dělník v německém Agrotelu.

## Fotbalová kariéra
V československé lize hrál za Škodu Plzeň. Nastoupil v 16 ligových utkáních.

## Ligová bilance
| Ročník                                   | Zápasy | Góly | Klub        |
| ---------------------------------------- | ------ | ---- | ----------- |
| 1. československá fotbalová liga 1986/87 | 3      | 0    | Škoda Plzeň |
| česká národní fotbalová liga 1987/88     | 10     | 0    | Škoda Plzeň |
| 1. československá fotbalová liga 1988/89 | 13     | 0    | Škoda Plzeň |
| CELKEM                                   | 16     | 0    |             |